# René Capitant
René Capitant (* 19. August 1901 in La Tronche, Département Isère; † 23. Mai 1970 in Suresnes, Département Hauts-de-Seine) war ein französischer Jurist, Politologe und links-gaullistischer Politiker. Er lehrte als Juraprofessor an den Universitäten Straßburg (1930–1939) und Paris (ab 1951). In der provisorischen Regierung nach der Befreiung Frankreichs war Capitant von September 1944 bis November 1945 Minister für nationale Bildung. Von 1945 bis 1951 und von 1962 bis 1968 war er Abgeordneter in der Nationalversammlung (zunächst für die UDSR, dann für die UNR-UDT). Von Mai 1968 bis April 1969 war er Justizminister Frankreichs. Capitant schrieb zahlreiche Studien über öffentliches Recht und Politikwissenschaften.

## Leben
Der Sohn des Zivilrechts-Professors Henri Capitant besuchte das Lycée Henri IV in Paris und studierte Rechtswissenschaften in Paris, wo er 1928 mit einer rechtstheoretischen Arbeit zum Doktor des Rechts promoviert wurde. Im Jahr darauf begann er als Lehrbeauftragter an der juristischen Fakultät der Universität Straßburg zu unterrichten, wo er nach Bestehen der Agrégation (Staatsprüfung für Hochschullehrer) im Öffentlichen Recht 1930 zum Titularprofessor ernannt wurde. Daneben hielt er auch Lehrveranstaltungen an der Regionalen Architekturschule und am Centre d’études germaniques (Zentrum für germanistische Studien).
Er interessierte sich für den Nationalsozialismus in Deutschland, hielt sich auf Grund eines Rockefeller-Stipendiums 1934 in Deutschland auf und wurde ein Gegner des neuen Pangermanismus. Als Leiter eines Instituts für deutsche Wissenschaften sammelte er Dokumente zur Entwicklung des Nationalsozialismus. Er arbeitete 1936 mehrere Monate als Beauftragter für die linke Volksfront-Regierung von Léon Blum 1937 wurde er Vorsitzender des Comité de vigilance des intellectuels antifascistes (Wachsamkeitskomitee der antifaschistischen Intellektuellen) in Straßburg, bekämpfte als Redner die neue deutsche Politik und kritisierte das Münchner Abkommen. 1939 meldete er sich freiwillig zur Panzertruppe und kämpfte dort bis zum Waffenstillstand. Hier lernte er Charles de Gaulle kennen. Anschließend ließ er sich als Mitglied der Universität Straßburg in Clermont-Ferrand nieder und leistete Widerstand im Untergrund. 1941 wurde er an die Universität Algier berufen, wo er weiter Widerstandsarbeit leistete und die Landung der Alliierten unterstützte.
Anschließend an eine Aussprache mit de Gaulle in London ernannte ihn dieser zum Kommissar für das Erziehungswesen im Nationalen Befreiungskomitee, was er auch nach der Regierungsumbildung vom 5. Dezember 1944 bis zu seiner Ablösung durch Paul Giacobbi am 21. November 1945 blieb. Capitant wurde im Oktober 1945 als Vertreter des Departements Bas-Rhin in die (erste) verfassunggebende Nationalversammlung gewählt. Nach deren Scheitern gründete er zusammen mit Pierre Clostermann und anderen die Union Gaulliste, für die er bei der Neuwahl der Versammlung im Juni 1946 antrat, aber ohne Erfolg blieb. 
Nach dem Inkrafttreten der Verfassung der Vierten Republik wurde er im November 1946 als Abgeordneter von Paris in die (reguläre) Nationalversammlung gewählt, der er bis 1951 angehörte. Da die Union gaulliste noch zu schwach für eine eigene Fraktion war, saß er in der bürgerlichen Fraktion der Union démocratique et socialiste de la Résistance (UDSR) und gehörte damit zur Opposition gegen das bis 1947 regierende Dreierbündnis aus Kommunisten, Christdemokraten (MRP) und Sozialisten (SFIO). Nach de Gaulles Appell von Straßburg war Capitant 1947 ein Gründungsmitglied der neuen gaullistischen Partei Rassemblement du peuple français (RPF), in die er die Union Gaulliste überführte. Bei der Parlamentswahl 1951, bei der die Gaullisten schwächer abschnitten als erhofft, trat Capitant ohne Erfolg in seinem Heimatdépartement Isère an. Er schied aus dem Parlament aus, blieb aber ein Wortführer der RPF. 
Seit 1951 war er Professor an der Universität Paris. Er wurde 1956 als Ritter der Ehrenlegion ausgezeichnet. Von 1957 bis 1960 war Capitant Direktor des französisch-japanischen Hauses in Tokio. 1960 wurde ihm von der Keiō-Universität die Ehrendoktorwürde verliehen. Nach Gründung der Fünften Republik kehrte Capitant nach Paris zurück, wo er sich der Union démocratique du travail (UDT), der Partei der linken Unterstützer der Präsidentschaft Charles de Gaulles, anschloss. Von Mai bis August 1962 war er juristischer Berater der provisorischen Regierung in Algier. Anlässlich der Parlamentswahl im November 1962 schloss sich die UDT mit der eher konservativen Union pour la Nouvelle République zur UNR-UDT zusammen, welche die Wahl mit großer Mehrheit gewann. Capitant selbst besiegte bei dieser Wahl im 3. Wahlkreis von Paris den jungen Abgeordneten Jean-Marie Le Pen, der später die rechtsextreme Front national gründete. Im Dezember 1962 wurde Capitant Vorsitzender des Rechtsausschusses der Nationalversammlung, zudem war er Sprecher der linksgaullistischen Abgeordneten im Parlament.
Trotz seiner Gegnerschaft zu Premierminister Georges Pompidou wurde Capitant bei der Kabinettsumbildung nach den Unruhen im Mai 1968 am 31. Mai 1968 Justizminister und Siegelbewahrer von Frankreich. Er behielt diese Position auch, nachdem Maurice Couve de Murville im Juli 1968 Premierminister wurde. Nach einem Herzinfarkt im Herbst 1968 beantragte Capitant seine Entlassung als Minister, de Gaulle forderte ihn aber auf, das Amt nach seiner Genesung zu behalten. Nach dem Scheitern des vom Präsidenten und seinem Justizminister initiierten Referendums zur Senats- und Regionalreform trat am 28. April 1969 de Gaulle und wenige Stunden später auch Capitant zurück. Als anschließend die mittlerweile aus der UNR-UDT hervorgegangene Regierungspartei Union des démocrates pour la République (UDR) Georges Pompidou als neuen Staatspräsidenten nominierte, verließ Capitant die UDR, gründete die Union gaulliste populaire und ging in offene Opposition zu Pompidou. Schon bald zog er sich jedoch krankheitsbedingt aus der Politik zurück.

## Belege
1. 1 2 3 4 5  René Capitant im Munzinger-Archiv (Artikelanfang frei abrufbar)